# Alain Eizmendi
Alain Eizmendi Blanco (ur. 10 czerwca 1990 w Beasain) – hiszpański piłkarz występujący na pozycji pomocnika w CD Leganés.